# توليي
توليي (بالإيطالية: Tuglie)‏ هي بلدية في مقاطعة ليتشي في إقليم بوليا الإيطالي.

## السكان
في سنة 1861 بلغ عدد السكان 2٬125 نسمة، وتطور العدد ليصل في سنة 2011 لـ 5٬264 نسمة.
يظهر هذا المخطط البياني تطور النمو السكاني لـ توليي